# سایه روی پنجره
سایهٔ روی پنجره (انگلیسی: The Shadow on the Window) فیلمی در ژانر درام، نوآر، و جنایی به کارگردانی ویلیام اشر است که در سال ۱۹۵۷ منتشر شد. از بازیگران آن می‌توان به فیلیپ کری اشاره کرد.